# Regió d'Erfurt
La Regió d'Erfurt (en alemany: Regierungsbezirk Erfurt) va ser una regió administrativa (Regierungsbezirk) de la província de Saxònia, a Prússia. Va ser fundada el 22 d'abril de 1816 i va desaparèixer el 1944 de facto i oficialment el 1945. La seva capital era la ciutat d'Erfurt.

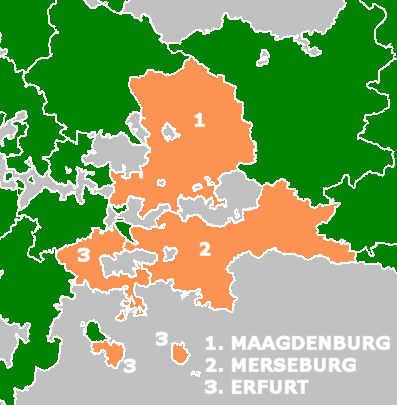
Regions de la Província de Saxònia al 1878

L'antiga regió d'Erfurt cobreix l'actual estat federat de Turíngia i petites parts de Saxònia-Anhalt (Benneckenstein, Bösenrode), Baixa Saxònia (Bad Sachsa, Tettenborn) i Hessen (Neuseesen, Werleshausen).

## Història
Es va crear com a resultat del Congrés de Viena de 1815, quan el Regne de Saxònia, que estava aliat amb Napoleó, es va veure obligat a cedir una part considerable del seu territori a Prússia.
El 1920, l'Estat de Turíngia va ser fundat a partir de la unió de petits estats. Des de la part de Turíngia es van fer esforços, des de finals de 1918, per a la incorporació de la regió d'Erfurt, i fins i tot parts de la regió de Merseburg al nou estat creat. No obstant això, el govern estatal prussià, i una part considerable de la població afectada, especialment a ciutat d'Erfurt, ho van rebutjar.
L'1 de juliol de 1944, el l'antic senyoriu de Schmalkalden de la província de Hessen-Nassau va ser separat i assignat a la regió d'Erfurt, sota la direcció del Gauleiter del Gau de Turíngia, Fritz Sauckel. Com a part de Prússia, el districte administratiu va quedar formalment fins al 16 de juny de 1945. En aquest dia, va ser incorporat a l'estat de Turíngia. L'1 de desembre de 1950, el govern de l'estat va traslladar la seva seu de Weimar a Erfurt. El 1952, l'estat de Turíngia es va dissoldre i es va dividir en districtes. El 1990 es va restablir i, des de llavors, la major part de l'antiga regió d'Erfurt forma part de l'Estat Lliure de Turíngia.